# Премия Американского института киноискусства (2013)
Премия Американского института киноискусства за 2013 год.

## 10 лучших фильмов
- «12 лет рабства»
- «Афера по-американски»
- «Капитан Филлипс»
- «Станция «Фрутвейл»»
- «Гравитация»
- «Она»
- «Внутри Льюина Дэвиса»
- «Небраска»
- «Спасти мистера Бэнкса»
- «Волк с Уолл-стрит»

## 10 лучших телевизионных программ
- «Американцы»
- «Во все тяжкие»
- «Игра престолов»
- «Хорошая жена»
- «Карточный домик»
- «Безумцы»
- «Мастера секса»
- «Оранжевый — хит сезона»
- «Скандал»
- «Вице-президент»